# جمال رمسيس
جمال رمسيس هو ممثل مصري، اسمه الحقيقي جمال محمد عفيفي، من مواليد مدينة منوف بمحافظة المنوفية عام 1933، انتقل مع والده وأشقائه الذين من بينهم الممثل ميمو رمسيس للإقامة في حي شبرا بالقاهرة في أوائل الأربعينيات، وشكلوا معا فرقة سيرك عائلي أطلقوا عليها اسم «سيرك رمسيس».
كان جمال وأشقائه ميمو وفوزي ورتيبة، يتمتعون بشهرة واسعة جدا خارج مصر في الأربعينيات والخمسينيات، حيث زاروا العديد من البلدان وقدموا خلالها عروض السيرك والأكروبات، كما شارك جمال وميمو في عدد من الأفلام غير الشهيرة في أوروبا، ومن بينها فيلم فرنسي بعنوان «ليس هناك سطو على ريكاردو» عام 1957.
في أواخر الخمسينات تقاعدت شقيقتهم وتركت العمل بسيرك رمسيس، فاضطرت الفرقة للعودة إلى القاهرة، حيث شارك جمال وميمو في ثلاثة أفلام بالسينما المصرية، هي فيلم إسماعيل ياسين بوليس سري عام 1959، وفيلم إشاعة حب 1960، أما فيلم ملاك وشيطان فقد مثل فيه ميمو وحده.
بعد الأفلام الثلاثة سافر جمال وميمو وشقيقهم فوزي إلى أوروبا، وقاموا بإنتاج فيلم بلجيكي من بطولتهم ولكنه فشل وخسروا بسببه أموال كثيرة، فاضطروا للإقامة في أوروبا بشكل دائم، حيث تنقلوا بين بلجيكا وفرنسا وهولندا، قبل أن يستقروا في إسبانيا، التي أقاموا فيها نايت كلوب حمل اسم «شهرزاد».
في سنواته الأخيرة أقام جمال رمسيس في هولندا، حيث أقام مرسم لبيع لوحات فنية كان يرسمها بنفسه، قبل أن يتوفى عام 2002 في أحد مستشفيات أمستردام بهولندا، عن عمر 68 عاما، بعد حياة حافلة.
سفر جمال وشقيقه ميمو في أوائل الستينيات أثار حولهما الكثير من الشائعات، حتى تم الكشف عن قصتهم الحقيقية عن طريق تحقيق صحفي قام به الصحفيان محمد الشماع وعبد المجيد عبد العزيز في موقع "عرب لايت" عام 2021 ، بعدما توصلوا لأقاربهما في منوف وفي إسبانيا  
https://www.arablite.com/2021/06/02/جمال-رمسيس-ميمو-عفيفي-رأفت-الهجان-إسبا/

## روابط خارجية
- جمال رمسيس على موقع IMDb (الإنجليزية)
- جمال رمسيس على موقع الدهليز
- جمال رمسيس على موقع قاعدة بيانات الأفلام العربية